# Джонсон, Ховард
Ховард Джонсон (англ. Howard Louis Johnson; 7 августа 1941, Монтгомери, Алабама, США — 11 января 2021, Нью-Йорк, США) — пост-джазовый музыкант-мультиинструменталист, композитор, джазмен, саксофонист. Прежде всего он известен как исполнитель на тубе и баритоновом саксофоне, но также иногда играл на бас-кларнете, флюгельгорне, корнете и басовом саксофоне. Тубист Чикагского симфонического оркестра.

## История
Собственный коллектив Джонсона «Gravity» (Серьёзность) — это ансамбль тубистов. Первоначально популярность этого необычного коллектива была невысока и только в 1996 году их заметил звукозаписывающий гигант Verve Records и предоставил возможность сделать первую запись. Знаменательным был успех коллектива на Monterey Jazz Festival. Ховард Джонсон сделал ряд удачных записей с Crawford (1983—1984 годах), юбилейные концерты Jack DeJohnette’s, Jimmy Heath, Bob Moses, George Gruntz’s Concert Jazz Band и так же много записей в составе оркестра Gil Evans.